# 蓬萊閬苑
蓬萊閬苑是香港新界大埔區的一座大型道觀，位於大埔區南部的碗窰鄉半山洲。因以呂祖為主神，當地人稱為「呂祖廟」。

## 歷史
蓬萊閬苑於1960年代中期興建，創辦者人稱二姑，初在深水埗設壇，其後購入半山洲坡地，啟建閬苑，用作清修，經年累月，逐步修建而成。閬苑依山而建，其地又稱為鳳凰山，入口的牌坊亦題為「鳳凰山」，園景佈局考究，小橋流水，具有古樸的味道。主殿供奉呂祖畫像，題款為甲午年（1954年），殿前分奉八仙與觀音彩畫，主殿後有兩層殿宇，樓下是「關帝廳」，二樓設「龍鳳殿」，供奉玉帝、龍母及觀音諸神。
每逢農曆正月初九的玉皇誕、四月十四呂祖誕及八月初八的八仙誕等，不少善信都會來到蓬萊閬苑參拜。